# Rhêmes-Notre-Dame
Rhêmes-Notre-Dame is een gemeente in de Italiaanse regio Aostadal en telt 124 inwoners (31-12-2004). De oppervlakte bedraagt 86 km², de bevolkingsdichtheid is 1 inwoners per km².

## Geografie
De gemeente ligt op ongeveer 1725 m boven zeeniveau.
Rhêmes-Notre-Dame grenst aan de volgende gemeenten: Ceresole Reale, Rhêmes-Saint-Georges, Tignes, Val-d'Isère, Valgrisenche, Valsavarenche.